# Hrîpkî, Zinkiv
Hrîpkî (în ucraineană Хрипки) este un sat în comuna Șîlivka din raionul Zinkiv, regiunea Poltava, Ucraina.

## Demografie
Componența lingvistică a localității Hrîpkî
     Ucraineană (97,4%)
     Rusă (2,6%)
Conform recensământului din 2001, majoritatea populației localității Hrîpkî era vorbitoare de ucraineană (97,4%), existând în minoritate și vorbitori de rusă (2,6%).